# 桃森すもも
桃森 すもも（もももり すもも、5月13日 - ）は、日本の女性声優。東京都出身。シグマ・セブン所属。

## 来歴
The・声優塾出身。DOA ザ・フレッシュで研修を経て、シグマ・セブン第4期生。

## 出演
太字はメインキャラクター。

### テレビアニメ
1999年
- モアモア（ケサラン・パサラン）

2000年
- 闇の末裔（看護婦D）

2002年
- 七人のナナ（ナナっぺ）
- ドラゴンドライブ（ツバメ）

2003年
- ダイバージェンス・イヴ（オペレーター）
- はじめの一歩 Champion Road（つぐみ）

2004年
- あたしンち（2004年 - 2007年、男の子、岩木の弟、たっくん）
- Wind -a breath of heart-（場内アナウンス、少女）
- 妄想代理人（女子高生）

2005年
- うえきの法則（ケンタロウ）
- 仰天人間バトシーラー
- ドラえもん（テレビ朝日版第2期）（2005年 - 2012年、主婦 他）

2006年
- クレヨンしんちゃん（2006年 - 2011年、虫鳥あみ、園児B、男の子、おねいさんB、子供）

2007年
- 忍たま乱太郎（2007年 - 2025年、シオリ〈4代目〉、アヤカ〈代役〉、浦風藤内、山田利吉〈少年時代〉 他）
- ぷるるんっ!しずくちゃん（2007年 - 2008年、ツララさん） - 2シリーズ

2009年
- ご姉弟物語（少年B）

2010年
- 名探偵コナン（2010年 - 2024年、従業員、受付A、田島理香）

2016年
- 新あたしンち（たっくん）
- パズドラクロス（シンシア）

### 劇場アニメ
- 映画ドラえもん のび太の恐竜2006（2006年、女の子A[11]）
- 映画ドラえもん のび太の新魔界大冒険 〜7人の魔法使い〜（2007年、審判）
- 劇場版3D あたしンち 情熱のちょ〜超能力♪ 母大暴走!（2010年、たっくん[12]）
- 名探偵コナン 純黒の悪夢（2016年、アナウンス）

### OVA
- ナコルル 〜あのひとからのおくりもの〜 郷里之畏友編（2002年、子供A）
- アンパンマンとはじめよう! かぞえよう 1・2・3（2006年、星の木）
- アンパンマンとはじめよう! ひらがなであそぼう（2006年、黄色えのぐぼうや）

### ゲーム
- 遥かなる時空の中で2（2001年）
- ファイナルファンタジーX（2001年、エルマ）
- ファイナルファンタジーX-2（2003年、エルマ）
- 忍たま乱太郎（2010年 - 2017年、浦風藤内[13]）  - 2作品[一覧 1]

### ドラマCD
- 藍より青し
- 殴る白衣の天使（看護婦）
- 忍たま乱太郎 ドラマCD シリーズ（2011年 - 2016年、浦風藤内） - 3作品[一覧 2]
- 遥かなる時空の中で2

### 吹き替え
- 愛人 新イエローヘア
- バフィー 〜恋する十字架〜
- ミルクのお値段
- 冷戦

### デジタルコミック
- Beeマンガ 午前3時の無法地帯（2012年、七瀬ももこ[14]）
- UULA あさきゆめみし（2013年、朧月夜、夕顔）

### バラエティ
- プラチナチケット

### CM
- エバラ食品工業 「黄金の味」

### 舞台
- ナイスコンプレックスN14「キスより素敵な手を繋ごう」（2011年8月12日 - 14日、 サンモールスタジオ）

### シリーズ一覧
1. ↑  『学年対抗戦パズル！の段』（2010年）[13]、『ふっとびパズル！の段』（2015年 - 2017年）
2. ↑  『作法委員会の段』（2011年）、『三年生の段』（2013年）、『は組の段〜下巻〜』（2016年）